# Engel Zsigmond
Engel Zsigmond (Rákópribóc, 1880. október 5. – Prága, 1920.) társadalomtudományi író, ügyvéd.

## Életútja
Engel Benjámin és Berger Cecília fiaként született. 1908. november 22-én Budapesten, a Terézvárosban feleségül vette a nála nyolc évvel fiatalabb Gescheidt Margitot. A budapesti árvaszék tisztviselője volt, irodalmi és tudományos munkássága főleg a gyermekvédelem kérdéseire terjedt ki. A proletárdiktatúra bukása után külföldre ment és ott is halt meg. Prágában öngyilkosságot követett el.

## Művei
- A gyermekvédelem alapkérdései (1902)
- A pénz keletkezése és fejlődése (1902)
- A házasságon kívüli gyermek joga (1904)
- Gyermekvédelem (1918)
- A gyermekvédelem bölcselete (1918)